# Trilobozoa
I Trilobozoi (Trilobozoa) sono un enigmatico gruppo di organismi estinti a simmetria tripartita, vissuti principalmente nell'Ediacarano (circa 550 milioni di anni fa), prima che si sviluppassero gli antenati degli animali odierni nel Cambriano.

## Evoluzione
I trilobozoi più primitivi erano organismi a forma di disco e di piccole dimensioni. La forma più nota è Tribrachidium. Attraverso comparazioni con altri trilobozoi discoidali, sembra che la struttura delle braccia di ogni specie fosse correlata ad arresti o progressioni di crescita a differenti fasi di sviluppo.
I più evoluti fra i Trilobozoi erano i Conularidi, che furono anche i membri più longevi del gruppo (si estinsero solo 200 milioni di anni fa, a fine Triassico). Questi organismi possedevano strutture simili a conchiglie che assomigliavano a coni gelato quadrangolari. È possibile che la simmetria quadripolare di questi animali fosse derivata da un antenato a simmetria esapolare (Vendoconularia), il quale a sua volta era un discendente dei primitivi organismi a simmetria tripartita come Tribrachidium.
Altri Trilobozoi di incerta classificazione, sono gli anabaritidi, come Anabarites. Questi microfossili appuntiti a sezione trilobata sono rappresentanti della cosiddetta “piccola fauna dura” caratteristica del Precambriano superiore e del Cambriano inferiore, e potrebbero rappresentare parti di animali più grandi dalle forme ancora sconosciute.

## Possibili affinità
Le affinità tassonomiche di questo gruppo sono fonte di dibattito. Ivantsov e Fedonkin (2002) pongono i trilobozoi all'interno degli Cnidari: secondo i due studiosi, dal momento che Vendoconularia esibiva una simmetria a sei piani, i successivi conularidi (già considerati cnidari) devono per forza appartenere ai trilobozoi; gli stessi trilobozoi, quindi, farebbero parte del phylum degli cnidari. La macchinosità di questa classificazione mette bene in evidenza le difficoltà degli studiosi nel classificare questi organismi. La maggior parte degli studiosi, in  ogni caso, preferisce considerare i trilobozoi un gruppo di incerta collocazione sistematica, facente parte della ben nota fauna di Ediacara.